# Apocryptodon
Genre
Apocryptodon est un genre de poissons regroupant 2 des nombreuses espèces de gobies, et que l'on retrouve dans la partie nord-ouest de l'océan Pacifique,.
On peut observer chez ces deux espèces une symbiose avec les crevettes, notamment celles du genre Alpheus,.

## Liste d'espèces
Selon World Register of Marine Species (17 déc. 2015) et ITIS (17 déc. 2015) :
- Apocryptodon madurensis (es) (Bleeker, 1849)
- Apocryptodon punctatus (es) Tomiyama, 1934